# Egipatska književnost
Egipatska književnost ima svoje početke u drevnom Egiptu i obuhvata neka je od najranijih poznatih književnih dela. Egipćani su bili prva kultura koja je razvila književnost kakva je poznata u današnje vreme, odnosno u vidu knjiga.

## Antička književnost
Drevni Egipćani su pisali radove na papirusu, kao i na zidovima, grobnicama, piramidama, obeliscima i nizu drugih lokacija. Možda najpoznatiji primer drevne književnosti je Priča o Sinuheu; druga dobor poznata dela uključuju Vestkarov papirus i Ebersov papirus, kao i čuvenu Knjigu mrtvih. Dok je većina književnosti u drevnom Egiptu bila takozvana „književnost mudrosti“ (to jest, književnost namenjena poukama, a ne zabavi), takođe su postojali mitovi, priče i biografije isključivo u zabavne svrhe. Autobiografija je nazvana najstarijim oblikom egipatske književnosti.
Nil je imao snažan uticaj na spise starih Egipćana, kao i grčko-rimski pesnici koji su dolazili u Aleksandriju da bi zadobili podršku mnogih pokrovitelja umetnosti koji su tamo živeli, i da bi koristili resurse Aleksandrijske biblioteke. Mnogi veliki mislioci iz čitavog drevnog sveta dolazili su u grad, uključujući Kalimaha iz Libije i Teokrita iz Sirakuze. Međutim, nisu svi veliki pisci tog perioda dolazili izvan Egipta; jedan zapaženi egipatski pesnik bio je Apolonije sa Rodosa, pa tako i Nonus iz Panopolisa, autor epske pesme Dionisijaka.

## Islamska književnost
Do osmog veka Egipat su osvojili muslimani Arapi. Književnost, a posebno biblioteke, cvetale su pod novim Egiptom koji su stvorili muslimanski osvajači. Tokom ovog razdoblja dogodilo se nekoliko važnih promena koje su uticale na egipatske pisce. Papirus je zamenjen platnenim papirom, a kaligrafija je uvedena kao sistem pisanja. Takođe, fokus pisanja prenet je gotovo u potpunosti na islam. Jedan rani roman napisan u arapskom Egiptu bio je Ibn al-Nafisov Theologus Autodidactus, teološki roman sa futurističkim elementima koje su neki naučnici opisali kao naučnu fantastiku. Takriz, ili potpisana izjava pohvale slična ali duža od blarba, često je stavljana u dela egipatskih autora počev od 14. veka.
Mnoge priče iz zbirke Hiljadu i jedne noći (Arapske noći) mogu se naći u srednjovekovnim egipatskim tradicijama pripovedanja. Ove priče su verovatno bile u opticaju pre nego što su sakupljene i kodifikovane u jednu zbirku. Srednjovekovni egipatski folklor bio je jedan od tri različita sloja pripovedanja koji su ugrađeni u Noći do 15. veka, dok su druga dva drevni indijski i persijski folklor, i priče iz Bagdada iz doba Abasida.

### Štamparska presa
Štamparija je prvi put dospela do Egipta sa Napoleonovom kampanjom iz 1798. godine; Muhamad Ali je podržavao štampanje, nakon što je preuzeo vlast 1805. godine, osnivajući Amirsku štampu. Ova štampa je prvobitno objavljivala radove na arapskom i osmanskom turskom, poput prvih egipatskih novina Al-Vakaj el-Misrija. Štamparija je radikalno promenila egipatski književni učinak.

## Nahda
Krajem devetnaestog i početkom dvadesetog veka, Arapski svet je doživeo el-Nahdu, kulturnu renesansu sličnu onoj u Evropi u kasnom srednjem veku. Pokret Nahda dodirnuo je gotovo sva područja života, uključujući i književnost.
Muhamad Abduh i Džamal el-Din el-Afgani osnovali su kratkotrajni panislamski revolucionarni književno-politički časopis pod nazivom El-Urvah el-Vutka 1884. godine. Iako je trajao samo od marta do oktobra 1884. godine, a zabranjivale su ga britanske vlasti u Egiptu i Indiji, on je bio široko distribuiran od Maroka do Indije, i smatra se jednim od prvih i najvažnijih publikacija Nahde.
Abduh je bio glavna figura islamskog modernizma, i autor je uticajnih dela poput Risalat at-Tavhid (1897) i objavio je Šarh Nahj el-Balaga (1911). Godine 1914, Muhamad Husajn Hajkal napisao je roman Zajnab, koji se smatra prvim modernim egipatskim kao i islamskim romanom.
Dve najvažnije ličnosti egipatske književnosti 20. veka su Taha Husein i Nagib Mahfuz, potonji od kojih je bio prvi Egipćanin koji je dobio Nobelovu nagradu za književnost.
Edvar al-Karat, koji je otelotvorio egipatsku generaciju 60-ih, osnovao je Galeriju 68, arapski književni časopis koji je davao glas avangardnim piscima tog doba.
Devedesetih godina 20. veka u Egiptu je nastao novi književni pokret. Tokom ove decenije, mladi ljudi su se suočavali sa socijalno-ekonomskom, kulturnom i političkom krizom. Ne samo da se stanovništvo Egipta skoro udvostručilo od 1980. godine, sa 81 milion ljudi 2008. godine, što je dovelo do ruralno-urbanih migracije, iz čega je proistekao arapski izraz el-madun el-ašva'ijah, ili 'neizvesnost grada', širom Kaira. Nezaposlenost je i dalje ostala visoka, a životni troškovi povećani usred prenatrpanosti. Konsekventno, tegobe života u siromaštvu inspirisale su novu egipatsku literaturu koja se fokusirala na krize, naime iracionalna i fragmentirana dela koja se fokusiraju na izolirane pojedince koji se bave arapskom kulturom koja se sve više širi i menja. Pojavili su se novi i preduzimljivi izdavači, značajni primeri kojih su Dar Šarkijat i Dar Merit, što olakšavalo objavljivanje novim autorima. Ovakav talas književne produkcije doveo je do eksperimentisanja sa tradicionalnim temama, većeg naglaska na ličnom, odsustva glavnih političkih zabrinutosti, i rafiniranije i evoluirajuće upotrebe jezika. Husni Sulajman je osnovao Dar Šarkijat, malu izdavačku kuću koja je tokom 1990-ih štampala avangardna dela. Finansijske poteškoće dovele su do njene zamene Dar Meritom kao jednim od vodećih avangardnih izdavača. Ta izdavačka kuća je do 2008. odštampala preko 300 knjiga. Postojanje Dar Šarkijata navelo je mnoge kritičare da novu generaciju pisaca nazivaju generacijom Šarkijata.
Došlo je do proliferacije novih autora. Među njima su bili Samir Garib Ali, Mahmud Hamid, Vajl Rajab, Ahmad Garib, Muntasir el-Kafap, Atif Sulajman, Maj el-Tilmisani, Jaser Šaban, Mustafa Zikri i Nura Amin. Vlasnik Dar Merita, Muhamad Naši, nastavio je da podržava stvaranje i diskusiju o novom književnom stvaralaštvu, uprkos oskudne dobiti. Takve male izdavačke kuće, koje nisu bile u državnom vlasništvu, nisu potpadale pod uticaj tradicionalne književne elite i podsticale su nove vrste egipatskog literarnog stvaralaštva. Dar Merit je, na primer, objavio rad Ahmeda Alajdija koji se bavi kulturom mladih tržnih centara, koristi arapski jezik i sadrži tekstualne poruke. Ova dela osporavaju pravovernost oblika i stila u arapskoj književnosti.
Devedesetih godina prošlog veka takođe se uvećao broj pisaca usled lakoće modernog, privatizovanog izdavaštva. To je rezultiralo mnogim kritičkim komentarima, uključujući pogrdne opise njihovih dela kao kitabat el-banat ili „pisanje devojaka“. Štaviše, većina romana u to vreme bila je relativno kratka, nikad mnogo duža od 150 stranica, i bavila se pojedincem umesto dugotrajnog predstavljanja porodičnih odnosa i nacionalnih ikona. Stilski gledano, mnogi romani su sada prikazivali šizofrene pripovedače u prvom licu umesto sveznajućih pripovedača.

## Literatura
- Allen, James P. (2000), Middle Egyptian: An Introduction to the Language and Culture of Hieroglyphs, Cambridge: Cambridge University Press, ISBN 0-521-65312-6
- Bard, Katherine A.; Shubert, Steven Blake (1999), Encyclopedia of the Archaeology of Ancient Egypt, New York and London: Routledge, ISBN 0-415-18589-0
- Breasted, James Henry (1962), Ancient Records of Egypt: Vol. I, The First to the Seventeenth Dynasties, & Vol. II, the Eighteenth Dynasty, New York: Russell & Russell, ISBN 0-8462-0134-8
- Brewer, Douglas J.; Teeter, Emily (1999), Egypt and the Egyptians, Cambridge: Cambridge University Press, ISBN 0-521-44518-3
- Budge, E. A. Wallis (1972), The Dwellers on the Nile: Chapters on the Life, History, Religion, and Literature of the Ancient Egyptians, New York: Benjamin Blom
- Erman, Adolf (2005), Ancient Egyptian Literature: A Collection of Poems, Narratives and Manuals of Instructions from the Third and Second Millennia BC, translated by Aylward M. Blackman, New York: Kegan Paul, ISBN 0-7103-0964-3
- Fischer-Elfert, Hans-W. (2003), „Representations of the Past in the New Kingdom Literature”,  Ур.: Tait, John W., 'Never Had the Like Occurred': Egypt's View of Its Past, London: University College London, Institute of Archaeology, an imprint of Cavendish Publishing Limited, стр. 119–138, ISBN 1-84472-007-1
- Forman, Werner; Quirke, Stephen (1996), Hieroglyphs and the Afterlife in Ancient Egypt, Norman: University of Oklahoma Press, ISBN 0-8061-2751-1
- Foster, John Lawrence (2001), Ancient Egyptian Literature: An Anthology, Austin: University of Texas Press, ISBN 0-292-72527-2
- Gardiner, Alan H. (1915), „The Nature and Development of the Egyptian Hieroglyphic Writing”, The Journal of Egyptian Archaeology, 2 (2): 61—75, JSTOR 3853896, doi:10.2307/3853896
- Gozzoli, Roberto B. (2006), The Writings of History in Ancient Egypt during the First Millennium BC (ca. 1070–180 BC): Trends and Perspectives, London: Golden House Publications, ISBN 0-9550256-3-X
- Greenstein, Edward L. (1995), „Autobiographies in Ancient Western Asia”, Civilizations of the Ancient Near East, New York: Scribner, стр. 2421—2432
- Koosed, Jennifer L. (2006), (Per)mutations of Qohelet: Reading the Body in the Book, New York and London: T & T Clark International (Continuum imprint), ISBN 0-567-02632-9
- Lichtheim, Miriam (1980), Ancient Egyptian Literature: Volume III: The Late Period, Berkeley and Los Angeles: University of California Press, ISBN 0-520-04020-1
- Lichtheim, Miriam (2006), Ancient Egyptian Literature: Volume II: The New Kingdom, with a new foreword by Hans-W. Fischer-Elfert, Berkeley and Los Angeles: University of California Press, ISBN 0-520-24843-0
- Loprieno, Antonio (1996), „Defining Egyptian Literature: Ancient Texts and Modern Literary Theory”,  Ур.: Cooper, Jerrold S.; Schwartz, Glenn M., The Study of the Ancient Near East in the 21st Century, The William Foxwell Albright Centennial Conference, Winona Lake, Indiana: Eisenbrauns, стр. 209—250, ISBN 0-931464-96-X
- Mokhtar, G. (1990), General History of Africa II: Ancient Civilizations of Africa (Abridged изд.), Berkeley: University of California Press, ISBN 92-3-102585-6
- Morenz, Ludwid D. (2003), „Literature as a Construction of the Past in the Middle Kingdom”,  Ур.: Tait, John W., 'Never Had the Like Occurred': Egypt's View of Its Past, translated by Martin Worthington, London: University College London, Institute of Archaeology, an imprint of Cavendish Publishing Limited, стр. 101–118, ISBN 1-84472-007-1
- Parke, Catherine Neal (2002), Biography: Writing Lives, New York and London: Routledge, ISBN 0-415-93892-9
- Parkinson, R. B. (2002), Poetry and Culture in Middle Kingdom Egypt: A Dark Side to Perfection, London: Continuum, ISBN 0-8264-5637-5
- Quirke, S. (2004), Egyptian Literature 1800 BC, questions and readings, London: Golden House Publications, ISBN 0-9547218-6-1
- Perdu, Olivier (1995), „Ancient Egyptian Autobiographies”,  Ур.: Sasson, Jack, Civilizations of the Ancient Near East, New York: Scribner, стр. 2243—2254
- Seters, John Van (1997), In Search of History: Historiography in the Ancient World and the Origins of Biblical History, New Haven: Yale University Press, ISBN 1-57506-013-2
- Simpson, William Kelly (1972),  Simpson, William Kelly, ур., The Literature of Ancient Egypt: An Anthology of Stories, Instructions, and Poetry, translations by R.O. Faulkner, Edward F. Wente, Jr., and William Kelly Simpson, New Haven and London: Yale University Press, ISBN 0-300-01482-1
- Spalinger, Anthony (1990), „The Rhind Mathematical Papyrus as a Historical Document”, Studien zur Altägyptischen Kultur, 17: 295—337
- Tait, John W. (2003), „Introduction—'...Since the Time of the Gods'”,  Ур.: Tait, John, 'Never Had the Like Occurred': Egypt's View of Its Past, London: University College London, Institute of Archaeology, an imprint of Cavendish Publishing Limited, стр. 1–14, ISBN 1-84472-007-1
- Wente, Edward F. (1990),  Meltzer, Edmund S., ур., Letters from Ancient Egypt, translated by Edward F. Wente, Atlanta: Scholars Press, Society of Biblical Literature, ISBN 1-55540-472-3
- Wildung, Dietrich (2003), „Looking Back into the Future: The Middle Kingdom as a Bridge to the Past”,  Ур.: Tait, John, 'Never Had the Like Occurred': Egypt's View of Its Past, London: University College London, Institute of Archaeology, an imprint of Cavendish Publishing Limited, стр. 61–78, ISBN 1-84472-007-1
- Wilkinson, Toby A. H. (2000), „What a King Is This: Narmer and the Concept of the Ruler”, The Journal of Egyptian Archaeology, 86: 23—32, JSTOR 3822303, doi:10.2307/3822303
- Wilson, Penelope (2003), Sacred Signs: Hieroglyphs in Ancient Egypt, Oxford and New York: Oxford University Press, ISBN 0-19-280299-2
- Wilson, Penelope (2004), Hieroglyphs: A Very Short Introduction, Oxford and New York: Oxford University Press, ISBN 0-19-280502-9

## Spoljašnje veze
- „Six Egyptian Writers You Don’t Know But You Should”. Приступљено 2015-01-19.
- „What Do Egypt’s Writers Do Now?”. Приступљено 2015-01-19.